# Konopiště kastély

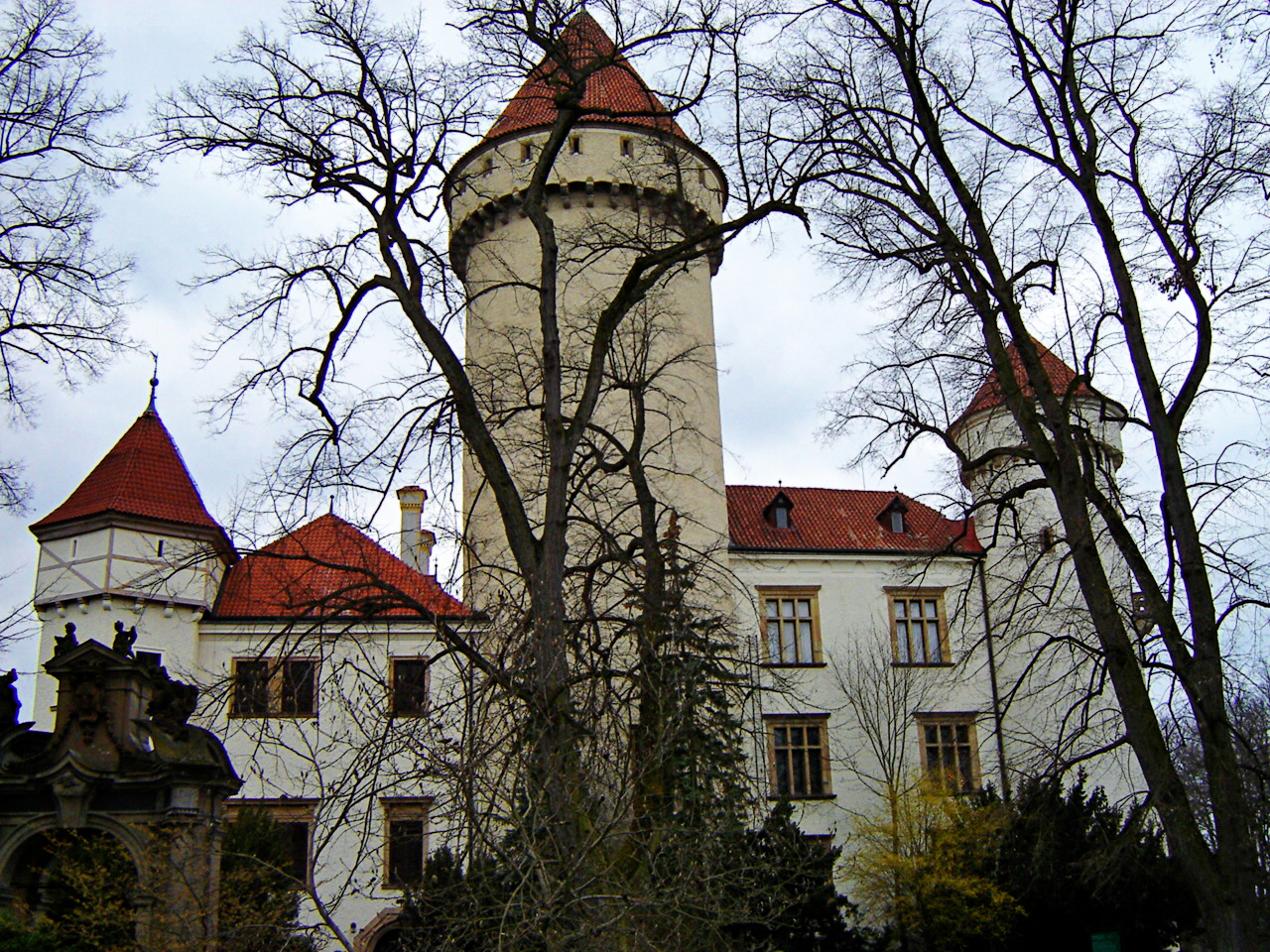

A Konopiště kastély, Ferenc Ferdinánd főherceg nyári rezidenciája Csehországban, Benešov városától 2 km-re, a város Konopiště kerületének határán áll.

## Története
A kastélyt egy középkori, többször is átépített vár helyén alakították ki. Mai formáját a 19/20 század fordulóján, a főherceg megrendelésére végzett átalakítással érte el; belső berendezése is ebből az időből származik. A kastélyt eközben megkapta a kor legfejlettebb infrastruktúráját: vízvezetéket, villanyvilágítást, központi fűtést, liftet.

## Látnivalói
A historizáló stílusú épületben több, tematikus gyűjtemény is megtekinthető:
- Ferenc Ferdinánd főherceg műkincsgyűjteménye
- Ferenc Ferdinánd főherceg vadásztrófeái
- történelmi fegyver- és páncélgyűjtemény (Csehország legnagyobb, ilyen jellegű gyűjteménye)

A sokféle látnivaló megtekintéséhez a vendégeknek három tematikus útvonalat alakítottak ki.

## Környezete
A kastélyt környező tágas, számos botanikai érdekességet felvonultató park — tóval és számos szoborral — ugyancsak látogatható. Az egykori „barokk kert” helyén most rózsakert és üvegház van.